# Xylocopa dapitanensis
Xylocopa dapitanensis är en biart som först beskrevs av Cockerell 1915.  Xylocopa dapitanensis ingår i släktet snickarbin, och familjen långtungebin. Inga underarter finns listade i Catalogue of Life.